# Comuna Bănești, Telenești
Comuna Bănești este o comună din raionul Telenești, Republica Moldova. Este formată din satele Bănești (sat-reședință) și Băneștii Noi.

## Demografie
Conform datelor recensământului din 2014, comuna are o populație de 3.109 locuitori. La recensământul din 2004 erau 3.119 locuitori.

## Administrație și politică
Componența Consiliului local Bănești (13 consilieri), ales la 5 noiembrie 2023, este următoarea:
|  | Partid                                | Consilieri | Componență | Componență | Componență | Componență | Componență | Componență |
|  | ------------------------------------- | ---------- | ---------- | ---------- | ---------- | ---------- | ---------- | ---------- |
|  | Partidul Liberal Democrat din Moldova | 6          |            |            |            |            |            |            |
|  | Platforma Demnitate și Adevăr         | 3          |            |            |            |            |            |            |
|  | Partidul Acțiune și Solidaritate      | 2          |            |            |            |            |            |            |
|  | Candidat independent GRIGORE CARCEA   | 1          |            |            |            |            |            |            |
|  | Partidul Social Democrat European     | 1          |            |            |            |            |            |            |